# Бронетранспортёр

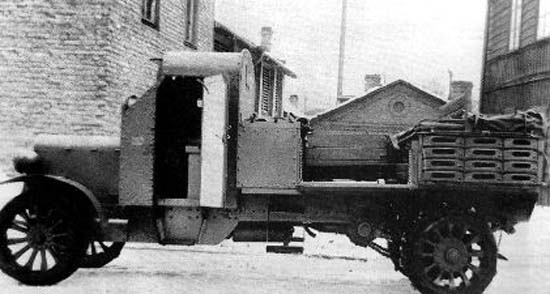
Броневой транспортёр боеприпасов, бронеавтомобиль-«зарядный ящик»,
«Руссо-Балт тип М»

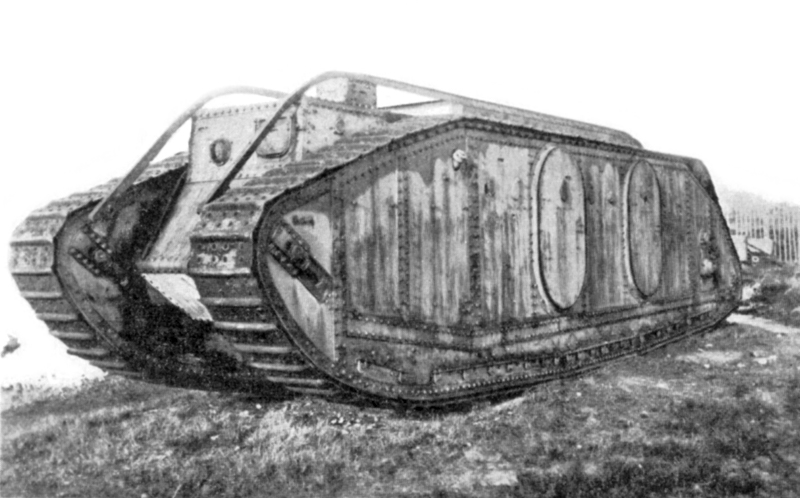
Транспортный танк (бронетранспортёр) Mark IX на базе танка Mk I

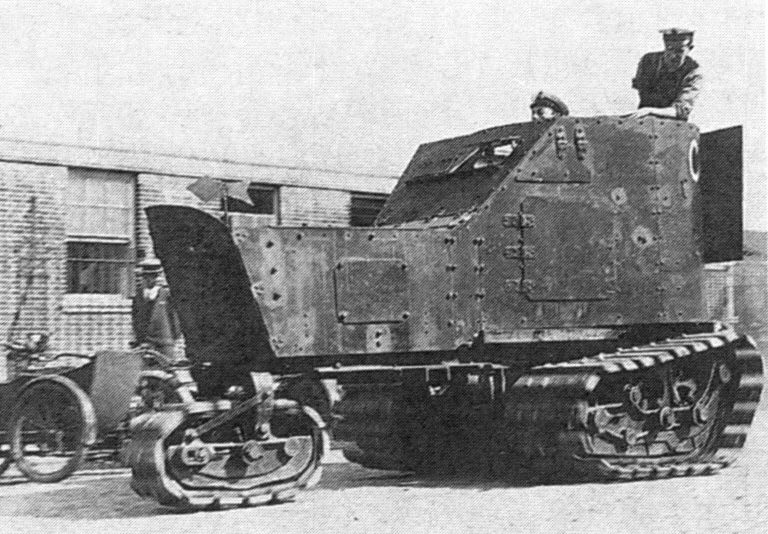
Бронетрактор «Киллен-Стрейт» — один из первых гусеничных бронетранспортёров в мировой военной истории вскоре после полигонных испытаний (1915)

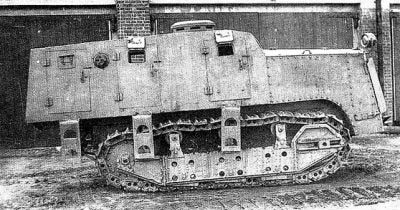
Бронетранспортёр пехоты Д-14 на шасси трактора, вид справа.

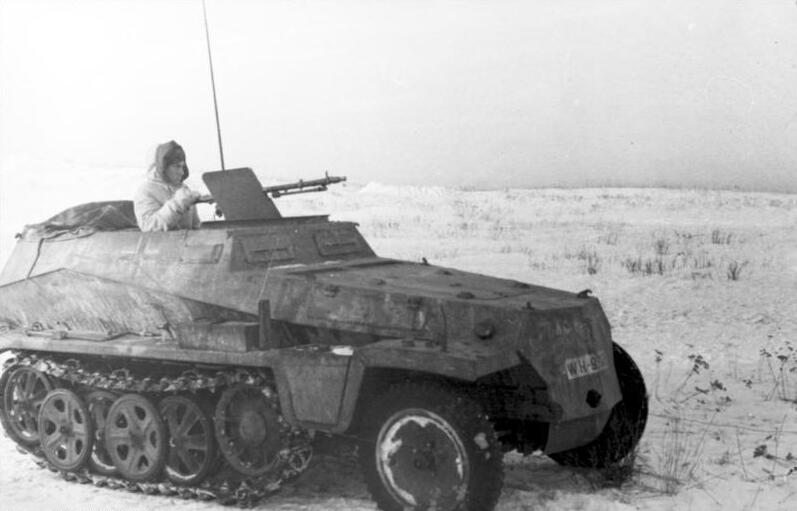
Между мировыми войнами первенство в разработке БТР перешло к немецким конструкторам, разработавшим SdKfz 250 и Sd Kfz 251 с колёсно-гусеничным движителем. На фото: базовая модель Sd.Kfz. 250/1 (1939)

Бронетранспортёр (бронированный транспортёр, БТР) — бронированная транспортно-боевая машина (транспортёр) для транспортировки личного состава (стрелков, пехотинцев) и их материальных средств к месту выполнения боевой задачи и эвакуации раненых и поражённых с поля боя.
При отсутствии у противника противотанковых средств БТР может эффективно поддерживать пехоту огнём бортового оружия.

## История
Концепция развития моторизованных и механизированных войск предполагала использование «боевых транспортёров» танкового или бронеавтомобильного типа, способных на ходу вести огонь без выхода экипажа из боевых машин: транспортёры пехоты, танки для снабжения боеприпасами под огнём, грузовые танки и др. По советской классификации 1933 года «О системе броневого и танкового вооружения РККА» такая боевая машина называлась транспортёр пехоты (на шасси лёгкого трактора или танка)..
В период Первой мировой войны бронетранспортёр классифицировался как транспортный танк или танк-транспортёр. Первые такие БТР (в современном понимании) были построены в Великобритании — транспортный танк Mark IX на базе танка Mk I для транспортировки на поле боя до 30 пехотинцев.
Между двумя мировыми войнами первенство в разработке БТР перешло к Германии, где был разработан SdKfz 250 и Sd Kfz 251 с колёсно-гусеничным движителем и противопульным бронированием с рациональными углами наклона.
К началу Второй мировой войны колёсно-гусеничный БТР М3 был разработан в США и стал самой массовой машиной этого класса этого времени. 413 машин модификации М9, наряду с почти идентичными бронированными артиллерийскими тягачами — М2 (342 шт.) и М5 (401 шт.) этого семейства боевых машин (разработанных из бронетранспортёров М3), поставлялись по ленд-лизу в СССР, поскольку советские производственные мощности были ориентированы на производство более нужных фронту танков и САУ. В канадских, затем американских и британских частях союзников в импровизированные бронетранспортеры переделывали также шасси некоторых танков и САУ.
После Второй мировой войны отсутствие в СССР бронетранспортёров было признано большим упущением и за короткое время в 1947—1949 годах там были созданы их современные образцы. В государствах — участниках блока НАТО и не связанных с ним странах после Второй мировой войны были созданы разные конструкции БТР, отражающие национальные точки зрения на их функционал в собственных военных доктринах и концепциях. Для БТР, в отличие от танков, тип движителя не регламентирован, поэтому среди БТР есть и гусеничные, и колёсные. Колёсные БТР имеют ряд преимуществ по сравнению с гусеничными. Прежде всего, это больший ресурс работы и высокая техническая надёжность. Применение в колёсных машинах новых технических и технологических решений значительно повысило их боевые качества, в том числе проходимость вне дорог, броневую защиту и вооружение, что приблизило боевые качества колёсных БТР к гусеничным.
Ближайшие по классу к бронетранспортёру (в некоторых государствах нет этого разделения) машины — боевые машины пехоты (БМП) и боевые машины десанта (БМД). Разница между ними в тактическом назначении и, как следствие, в соотношении боевых и транспортных функций. БТР в основном разрабатывался как защищённое транспортное средство пехоты, а БМП и БМД должны и непосредственно поддерживать мотопехоту огнём бортового оружия во всех видах боевых действий. Хотя на многих БТР мощные крупнокалиберные пулемёты, их вооружение, как правило, не стабилизированно и с упрощёнными прицелами, что ограничивает его применение в основном для самообороны. БМП и БМД отличаются от БТР лучшей защищённостью и большей огневой мощью. БТР же, имея колёсный ход, значительно превосходит их в скорости по хорошим дорогам. В свою очередь, БМД отличается способностью парашютного десантирования. БТР по сравнению с БМП и БМД обычно имеет значительно меньшую стоимость в производстве из-за отсутствия на нём сложного и высокотехнологичного боевого оборудования.
В последнее время разработаны варианты гусеничных БТР на базе танков с противоснарядным бронированием. Так, различия между гусеничными БТР, БМП и БМД по боевым свойствам практически исчезли. Внешне отличить такой БТР от БМП стало возможным только по основному бортовому вооружению, которое у БТР, как правило, пулемётное, а у БМП и БМД — пушечное или ракетно-пушечное с калибром пушки 20 мм и больше. Тем не менее ряд тяжёлых бронетранспортёров, как БТР-Т, имеет вооружение калибром свыше 20 мм, что фактически стирает границу между БТР и БМП. Другое, менее бросающееся в глаза отличие: БМП и БМД, в отличие от БТР, значительно более защищены от поражающего действия ядерного оружия.

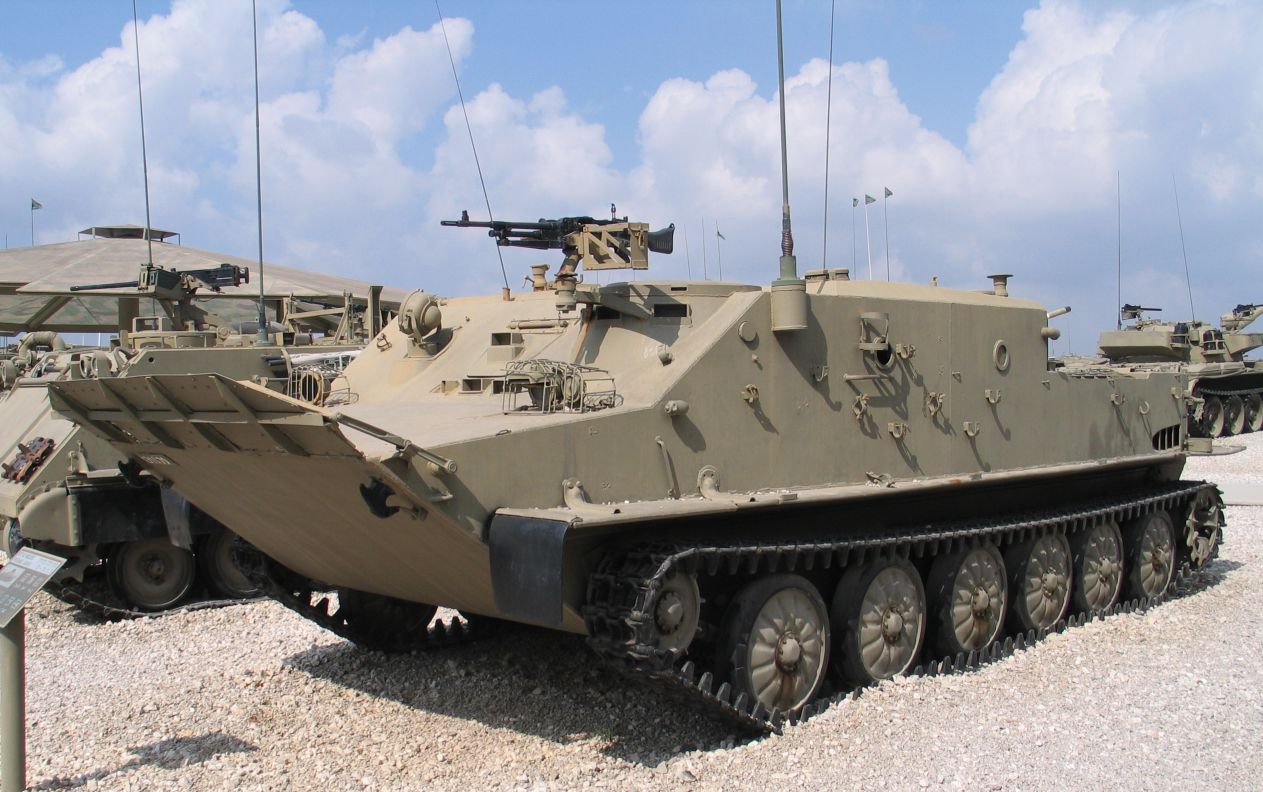
Советский гусеничный плавающий бронетранспортёр БТР-50

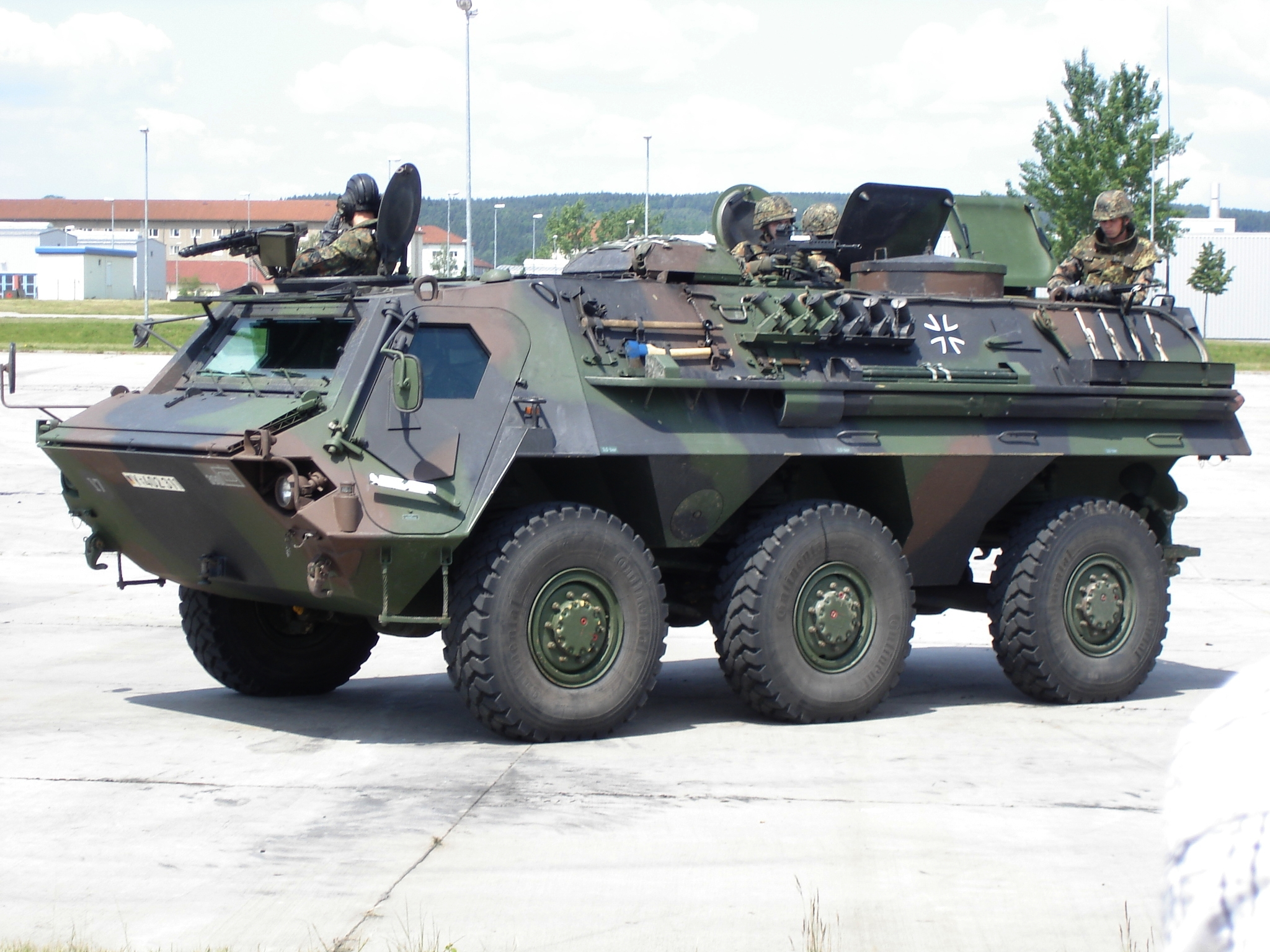
Немецкий бронетранспортёр TPz 1 Fuchs («Фукс»)

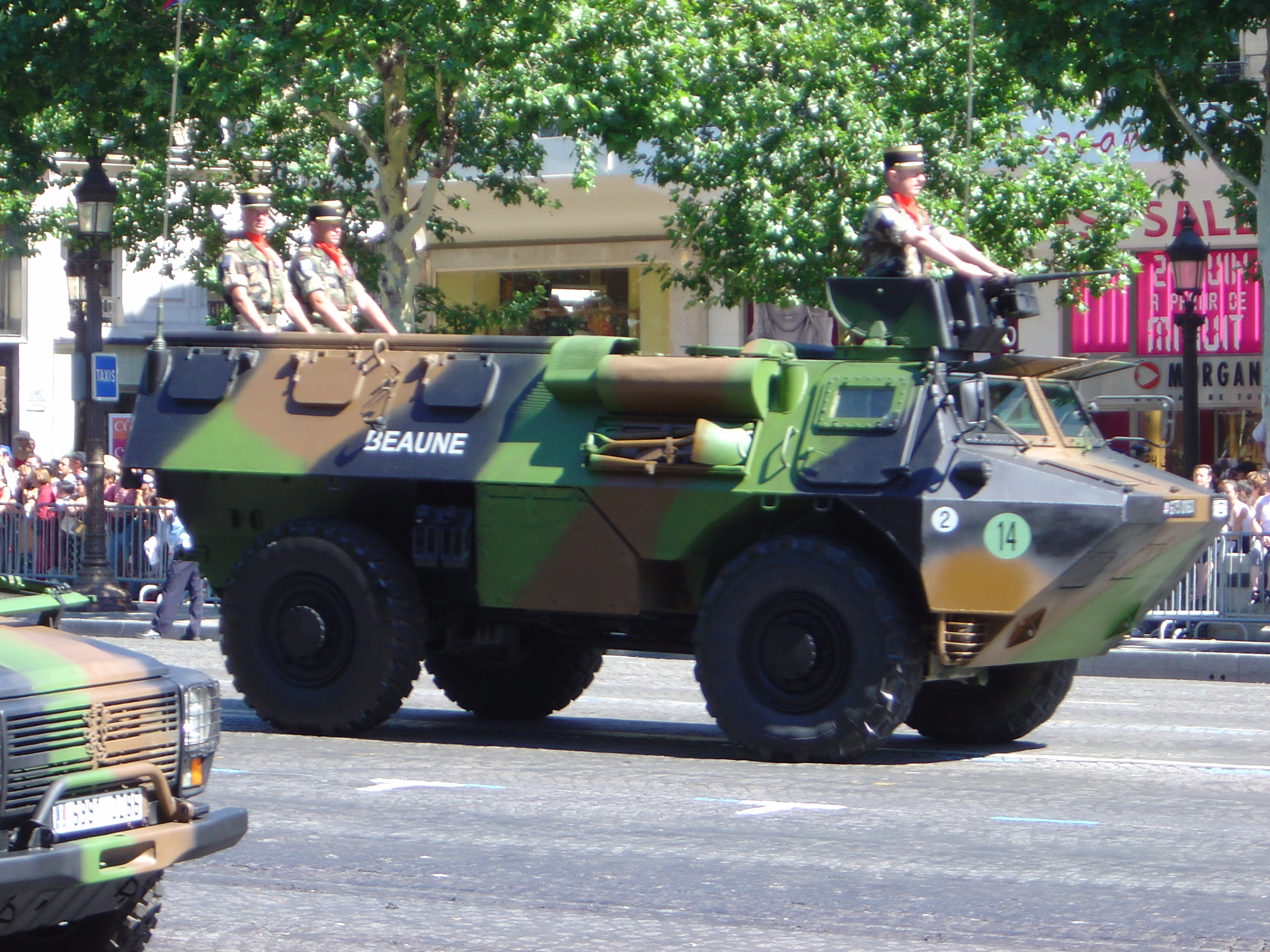
Французский бронетранспортёр VAB

## Классификация
В вооружённых силах имелись и имеются следующие типы броневых транспортёров.

#### Плавающие бронетранспортёры

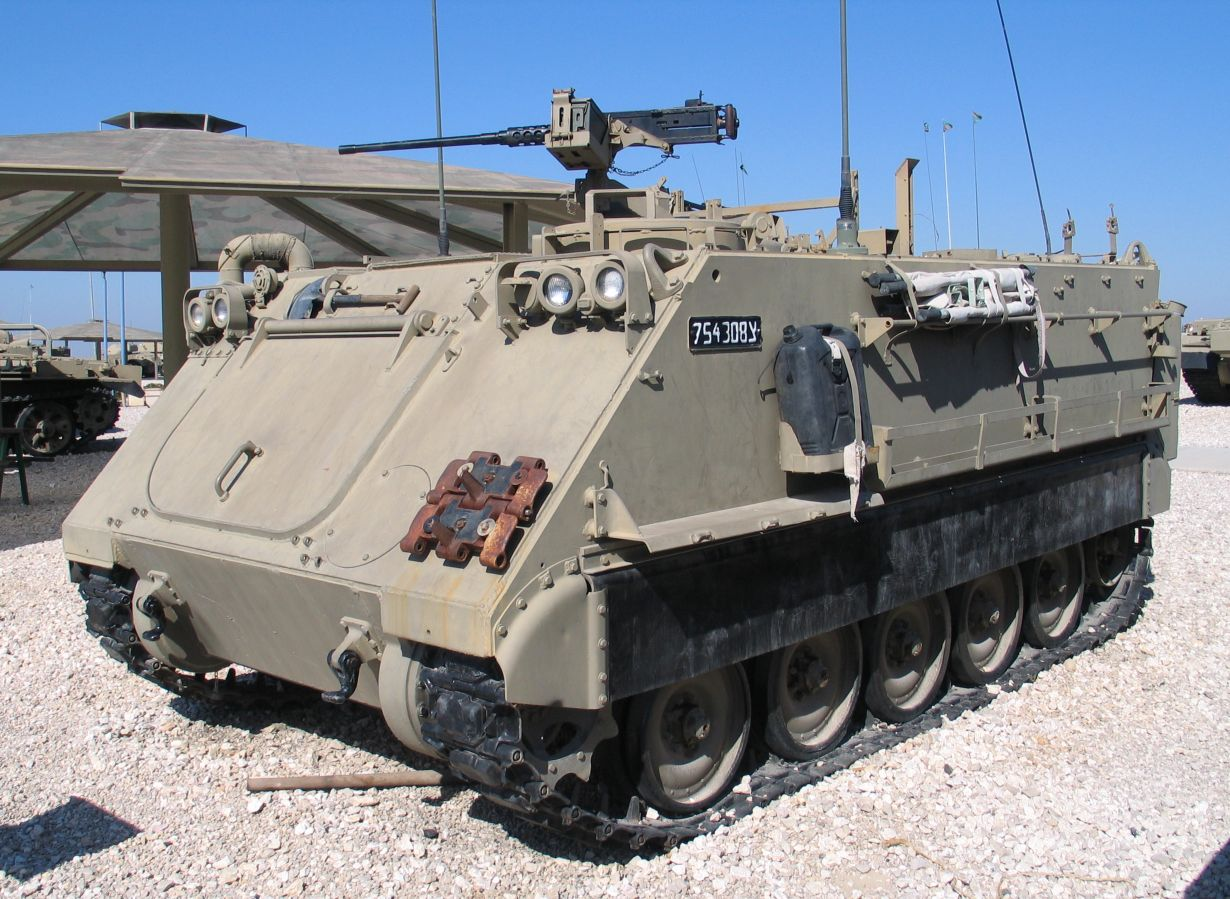
M113 — типичный представитель авиатранспортабельных плавающих бронетранспортёров

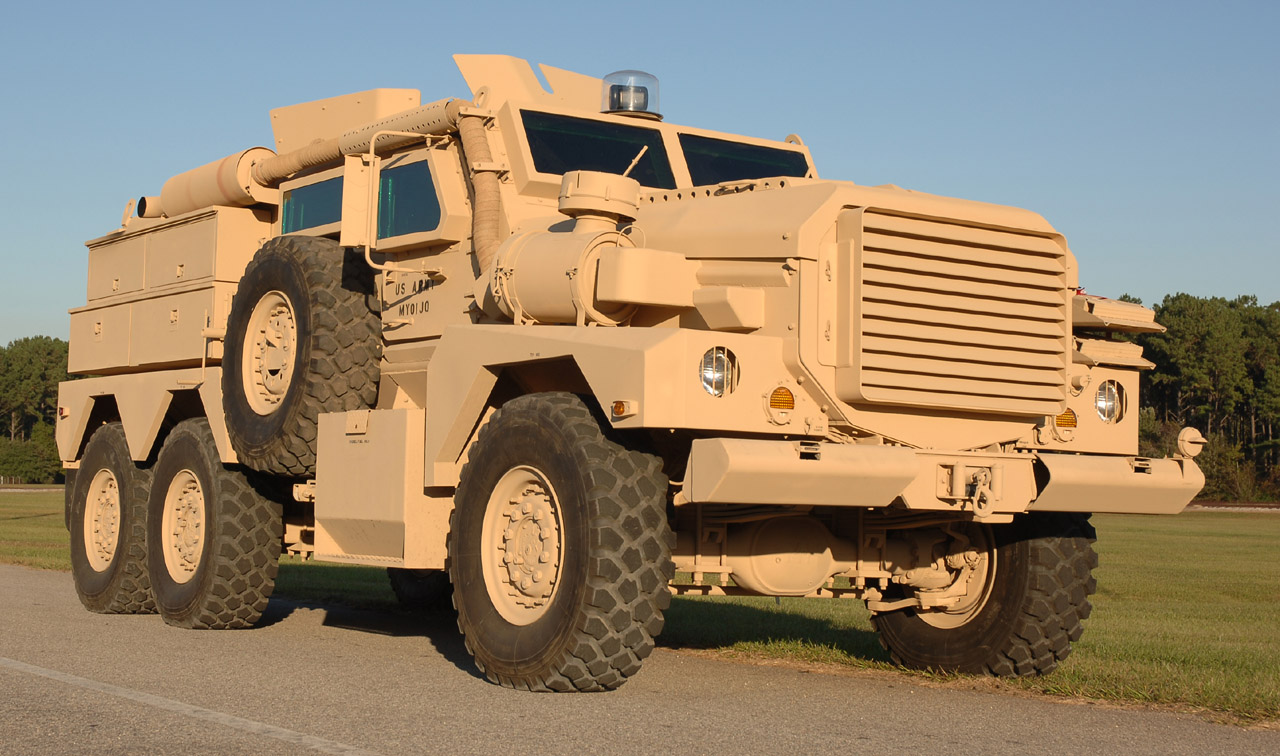
Американский грузовой бронетранспортёр «Cougar»

Очень популярна концепция, по которой бронетранспортёр — универсальное транспортное средство, способное не только защитить от пуль, но и преодолевать водные препятствия. Эта концепция обрела популярность ещё в годы Второй мировой войны, когда стало очевидным, что отсутствие какой-либо брони у американских амфибий LVT-1 и LVT-2 (англ. Landing Vehicle Tracked — Десантный транспорт гусеничный) — их серьёзный недостаток, который может быть исправлен за счёт бронирования, аналогичного плавающему танку LVT(A)-1 (англ. A — Armored, Бронированный), основанному на том же самом дизайне, что и LVT-1 и 2.
В Вооружённых силах СССР обязательным требованием к бронетраспортёрам была авиатранспортабельность (сродни советским требованиям по ограничению массы и габаритов танка, рассчитанным на стандартную железнодорожную грузовую платформу), с ограничением массы 20 тоннами — соответствующей грузоподъёмности Ан-12 и Ми-26, что существенно повышает стратегические возможности переброски бронетраспортёров. Недостатком же является то, что необходимость уложиться в лимит 20 тонн (для сравнения, так и не принятый на вооружение вертолёт Ми-12 имел грузоподъёмность 40 тонн) накладывает жёсткие ограничения на технические характеристики бронетранспортёров. Для сравнения, на Западе авиатранспортабельные бронетранспортёры должны уложиться в лимит, заданный характеристиками транспортного самолёта Lockheed C-130 Hercules, — 18 тонн, а при сложных погодных условиях — 13-14 тонн.
В то же время, помимо авиатранспортабельных бронетранспортёров, морская пехота США широко использует бронетранспортёры предназначенные для транспортировки морем, а не по воздуху. Что позволяет без оглядки на прокрустово ложе авиатранспортабельности, получить не только хорошую мореходность, важную именно для военно-морских операций с участием морской пехоты, но также и большую грузоподёмность, которая может быть использована как для большего количества превозимых десантников, так и для более тяжёлого вооружения. Так например, если авиантранспортабельный бронетранспортёр M113 при массе около 11 тонн, перевозит 11 десантников и вооружён 12,7-мм пулемётом, то перевозимый морем AAV7, при массе в 23 тонны, перевозит 25 десантников и вооружён 20-мм пушкой или 40-мм гранатомётом.
Тем не менее, много лет морские пехотинцы США всё же были не слишком довольны мореходными характеристиками своих бронетранспортёров, указывая как самый главный недостаток — традиционно невысокую скорость движения по воде. Это разрешилось с появлением EFV (англ. Expeditionary Fighting Vehicle — Экспедиционный боевой транспорт), первоначально называвшегося AAAV — первого плавающего бронетранспортёра нового поколения (вторым стал китайский ZBD2000), благодаря сверхмощным водомётам обеспечивающим глиссирование, имеющего скорость движения по воде, впятеро превышающую типичную скорость плавающего бронетранспортёра (~40-50 км/ч по воде против традиционных ~5-10 км/ч).
В мотопехоте в начале XXI века, в связи с повышением «стоимости» жизни солдата, стала популярной идея отказа как от плавающих, так и авиатранспортабельных бронетранспортёров (примерно аналогичных десантным), в пользу тяжёлых, как более живучих на поле боя. Критики утверждают, что тяжёлые БТР хотя и снижают потери, ограничивают возможности мотопехоты на ландшафтах, изобилующих водными препятствиями. Как довод приводится то, что израильская тяжёлый БТР «Ахзарит» применяется в пустынной и полупустынной местности. Но для «свободы действий» в местности, изобилующих водными препятствиями, для БТР жизненно необходима возможность самостоятельного преодоления водных препятствий — и лучше вплавь, чем по дну.

#### Тяжёлые бронетранспортёры

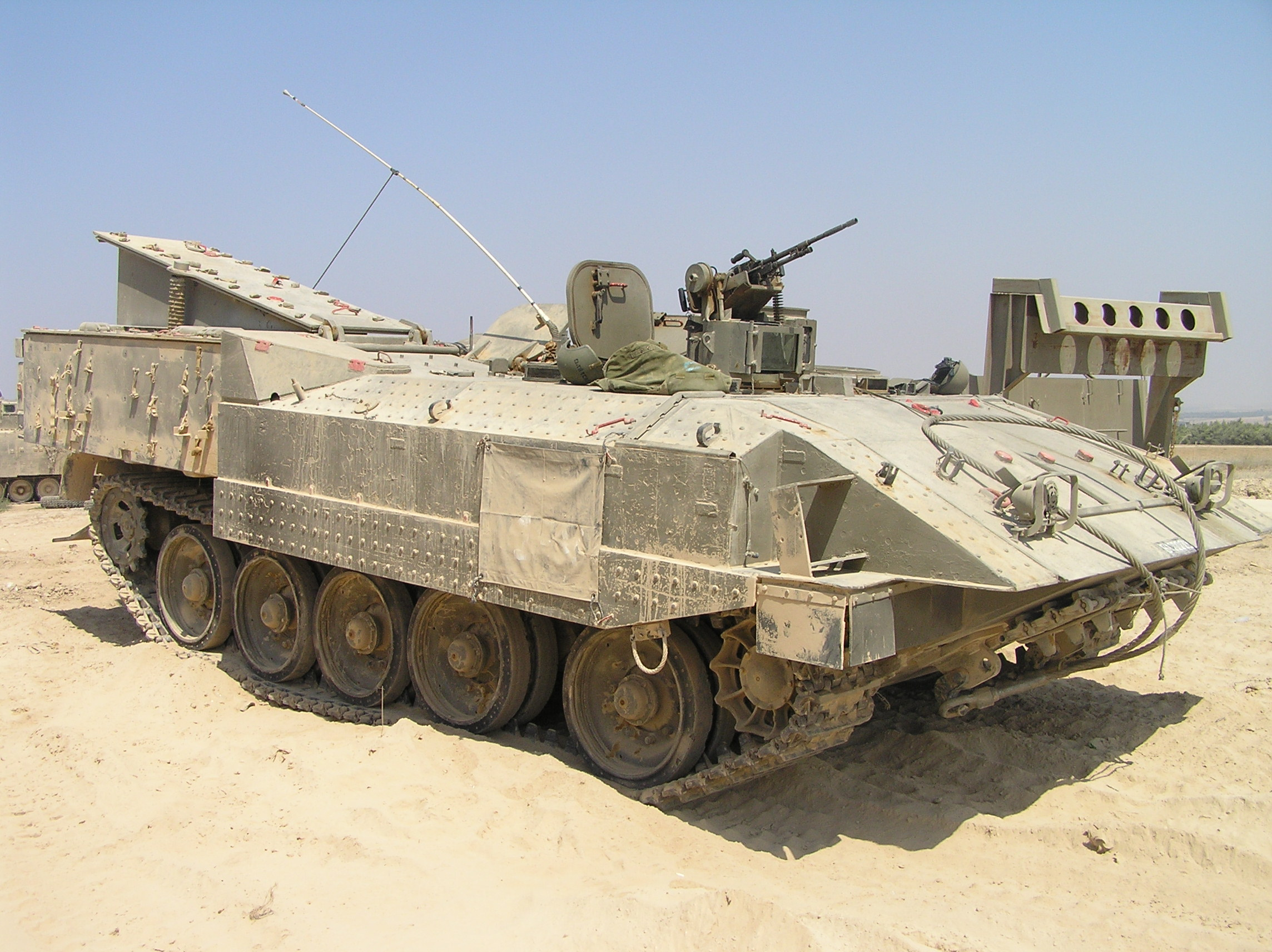
Тяжёлый гусеничный израильский БТР «Ахзарит» на базе Т-54 и Т-55, захваченных у арабских стран. В БТР переоборудовано oт 400 дo 500 танков

Самый первый бронетранспортёр Mark IX по ряду признаков можно отнести как тяжёлым, так и лёгким бронетранспортёрам, так как с одной стороны он создан на базе танка, а с другой, подобно танкам того времени, имел лишь противопульную защиту. Позднее в годы Второй мировой войны канадцами использовались эрзац-бронетранспортёры из танков и САУ, со снятыми башнями и крышами, получившие прозвище «Кенгуру». Эти машины, хоть и сохраняли большую часть танковой брони, не имели крыши и были уязвимы при попаданиях сверху.
В годы Холодной войны идея тяжёлых бронетранспортёров не обрела популярности, а противопульная защита считалась достаточной. Основной причиной тому было то, что потенциальные противники в силу своей географической удалённости друг от друга делали ставку на десант. И если США, как получившие после Второй мировой несомненное господство на море, ставили на свою морскую пехоту, то в СССР была сделана ставка на ВДВ. В результате и в той, и в другой стране обязательным требованием к бронетранспортёру была его способность к преодолению водных препятствий, которую было легче всего обеспечить при противопульном бронировании. Разница концепций, главным образом в том, что американцы, благодаря господству на море, помимо небольших авиатранспортабельных бронетранспортёров (как M113 с массой около 10 тонн), могли себе позволить и большие («монструозные» по советским меркам) бронетранспортёры наподобие AAV7.
Случившееся позднее широкое распространение дешёвых ручных противотанковых гранатомётов привело к появлению горькой шутки, согласно которой солдаты стали расшифровывать БМП как «Братская могила пехоты», так как бронетранспортёры (и БМП) уничтожались из РПГ вместе с экипажем и перевозимыми солдатами. Таким образом назрела явная необходимость создания тяжёлых БТР, способных выдержать обстрел из гранатомётов. Поэтому в начале 1980-х годов Армия обороны Израиля стала экспериментировать, переделывая под тяжёлые БТР разные танки. На основе полученного опыта, в том числе и во время Ливанской войны, на базе трофейных танков советского производства был создан тяжёлый бронетранспортёр «Ахзарит».
У израильской «Ахзарита» и украинской БМТ-72 в корме компактный двигатель, оставляющий рядом с собою место для относительно узкого кормового люка, для компенсации узости, с приподнимаемой крышкой, позволяющей десантироваться с разбега. При этом у израильской «Намер» и иорданской «Темсах» двигатель располагается на носу, обеспечивая тем самым наличие в корме широкого люка для десантирования.
Что касается мотопехоты, то существенный довод в пользу тяжёлых БТР — то, что специальная разновидность БТР, именуемая БМП, теоретически должна взаимодействовать с танками. А танки, за исключением плавающих, не способны с ходу (без специальной подготовки) преодолеть водные препятствия. И с этой точки зрения способность БТР и БМП к плаванию при взаимодействии с основными танками становится не столь критичной. В то же время, как показывает практика, плавающие обычные БТР и БМП из-за слабого бронирования способны полноценно взаимодействовать лишь с плавающими танками, а для полноценного взаимодействия с основными танками предпочтительны именно тяжёлые БТР.

## Галерея

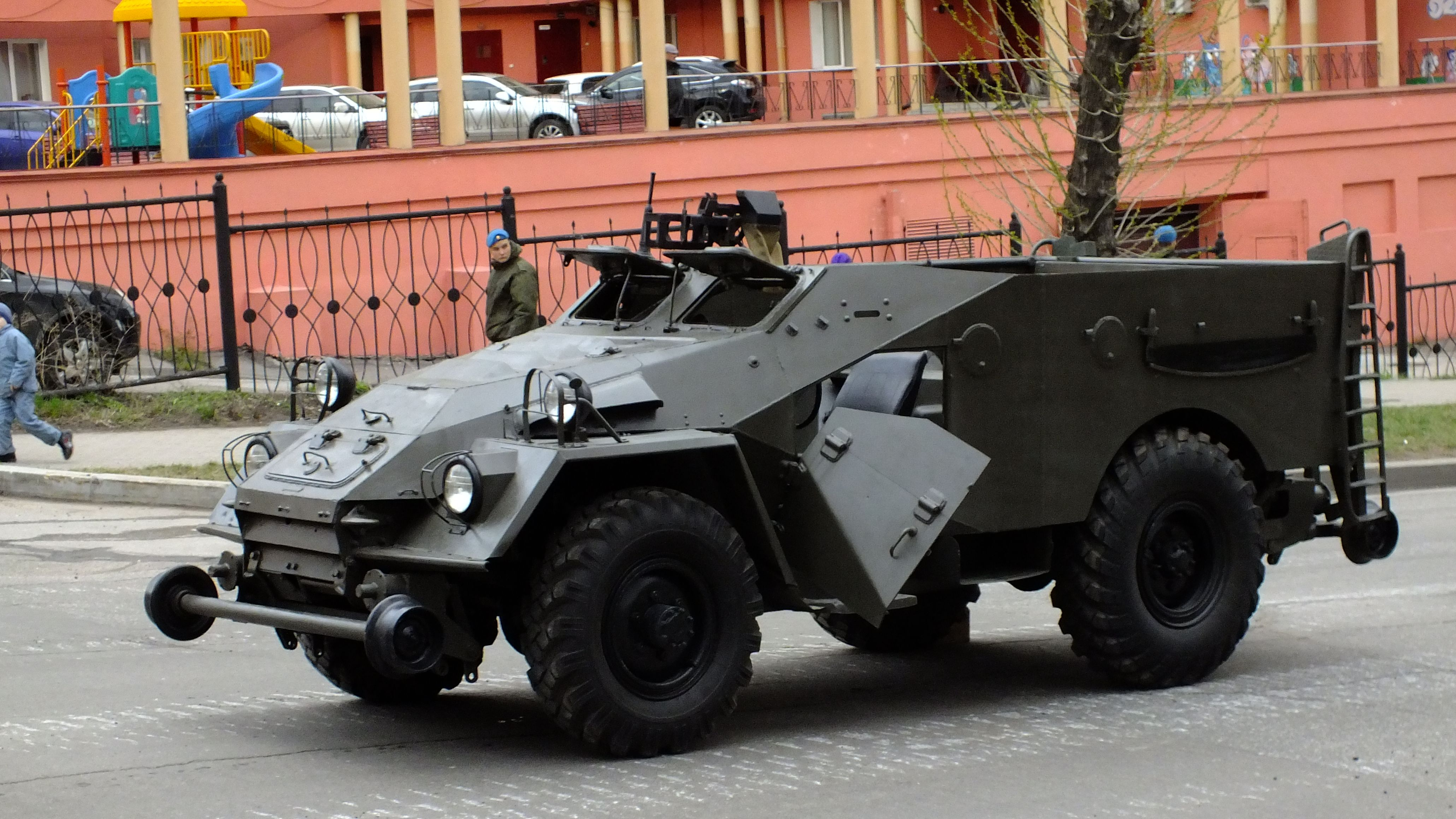
Бронетранспортёр БТР-40, боевая машина советских моторизованных стрелков в 1950-е годы, оборудованная для передвижения по железной дороге
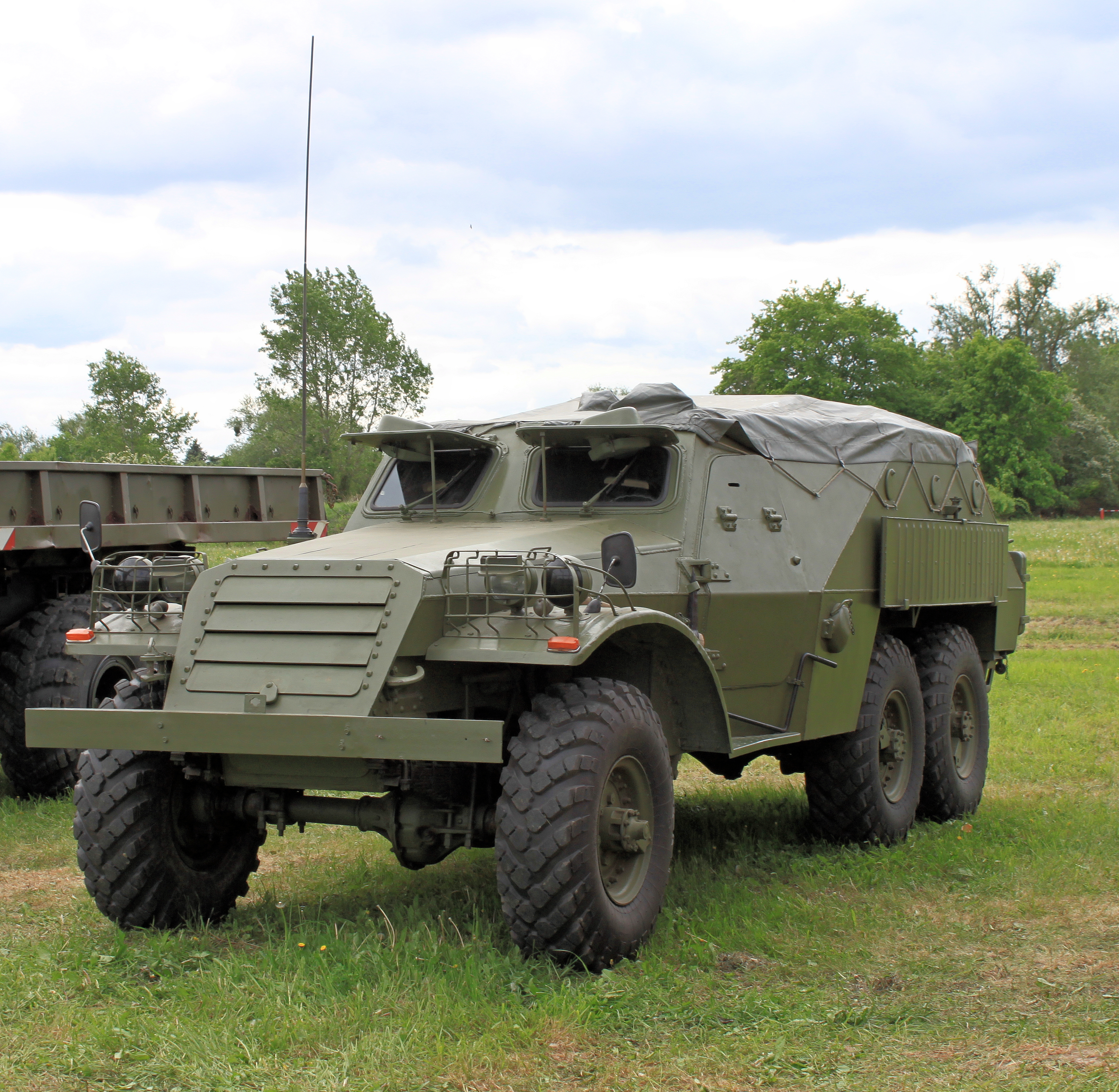
Бронетранспортёр БТР-152, боевая машина советских моторизованных стрелков в 1950-е годы
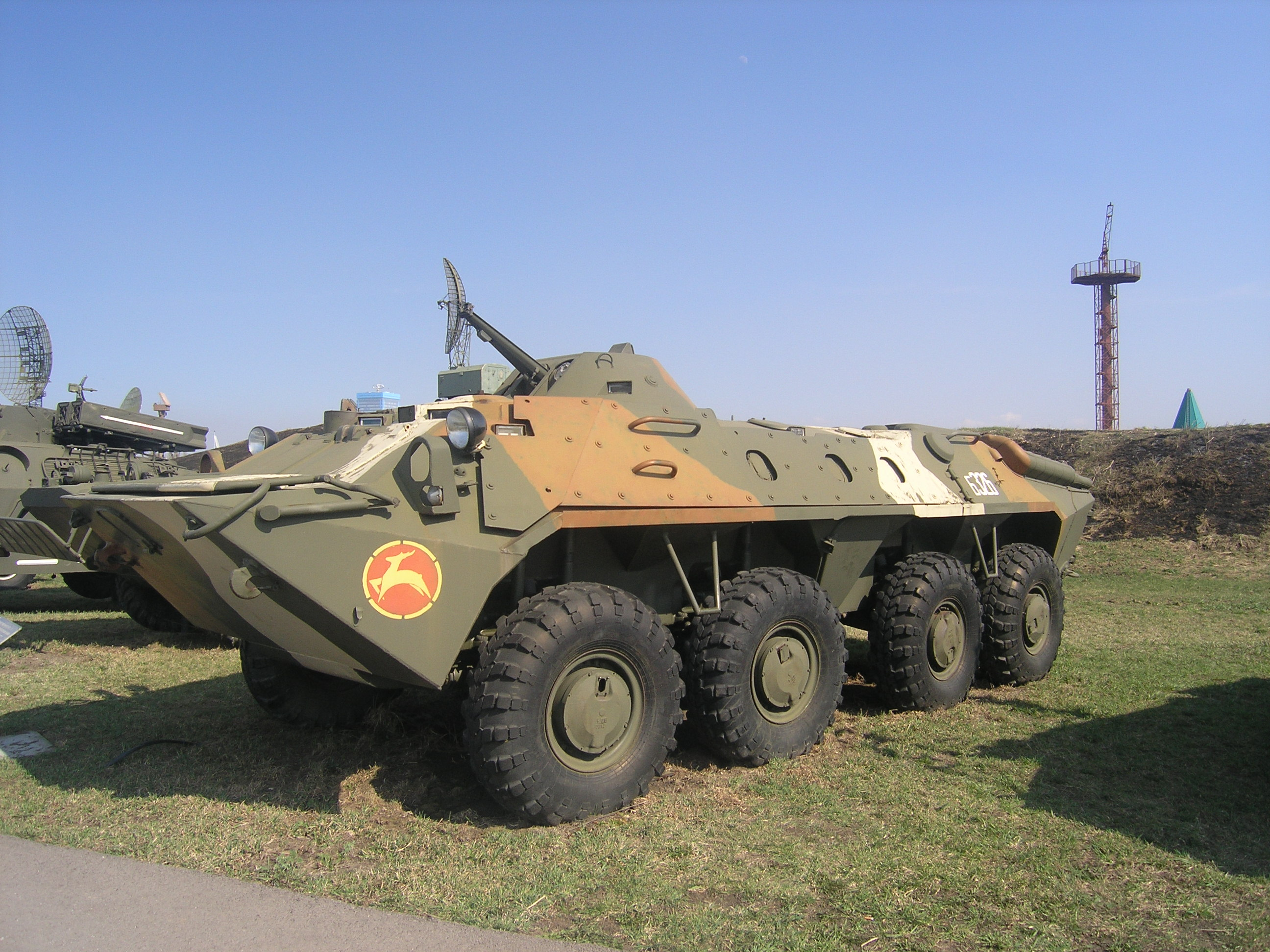
Советский бронетранспортёр БТР-70
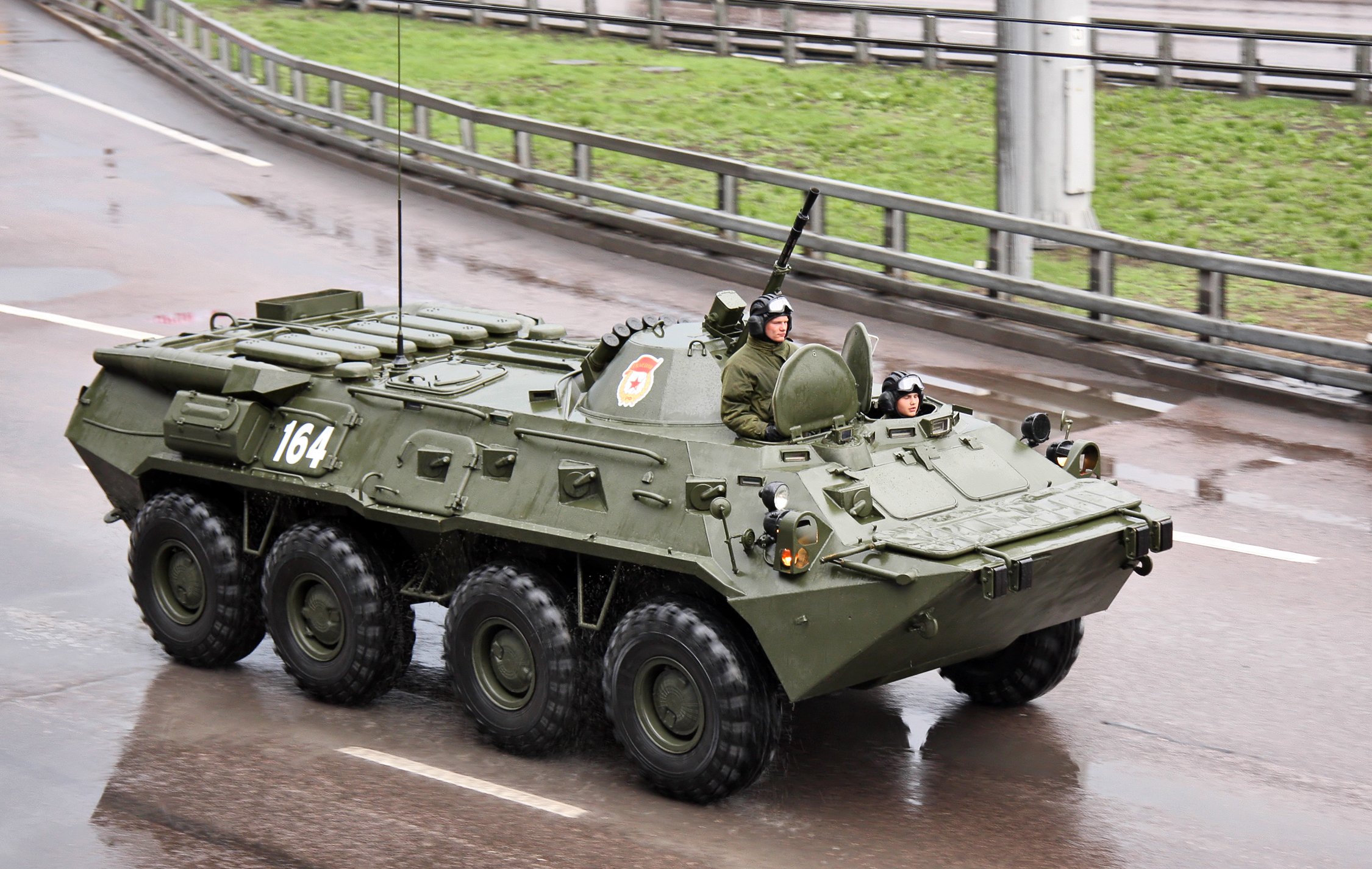
Советский бронетранспортёр БТР-80
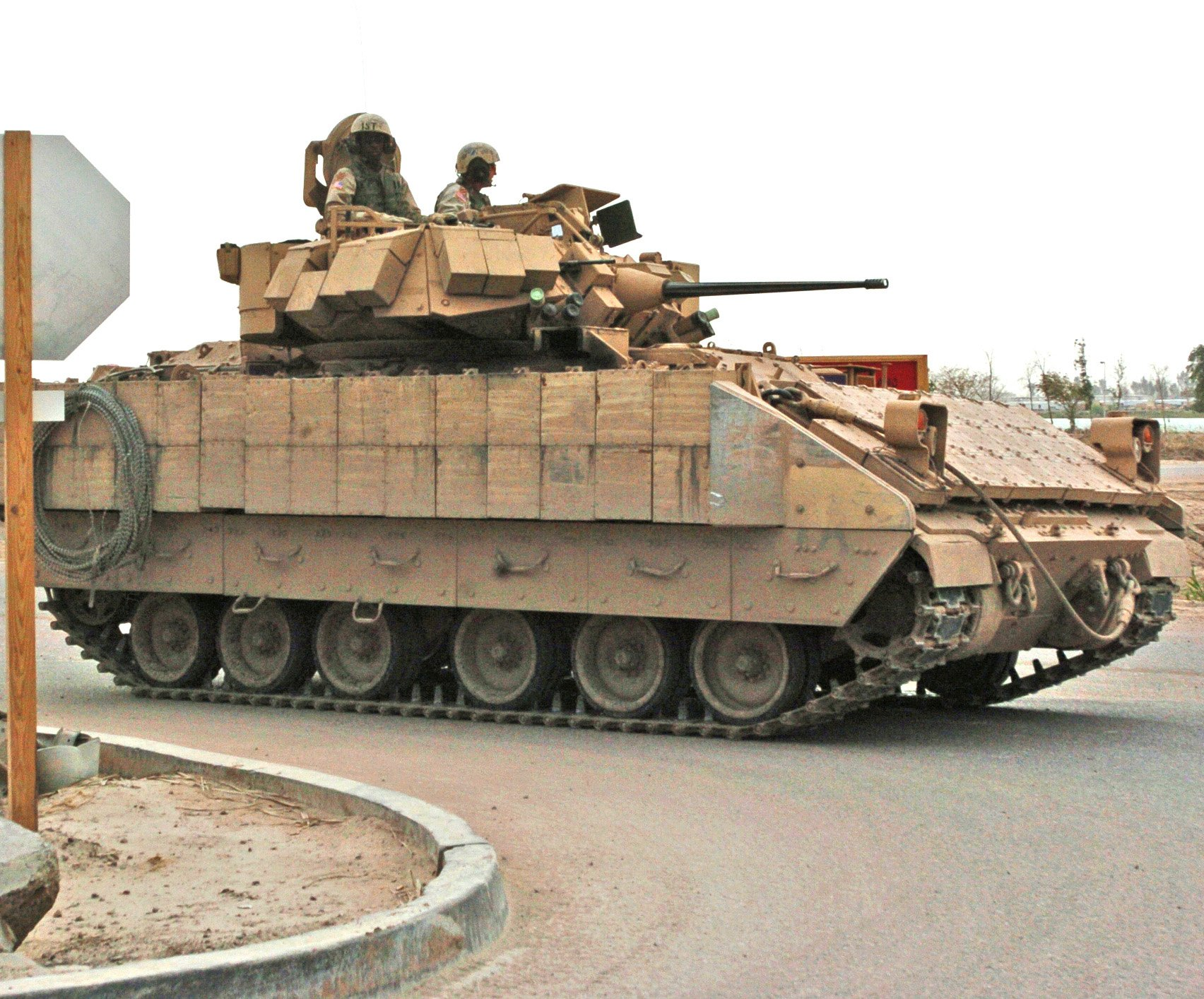
Американская БМП Bradley
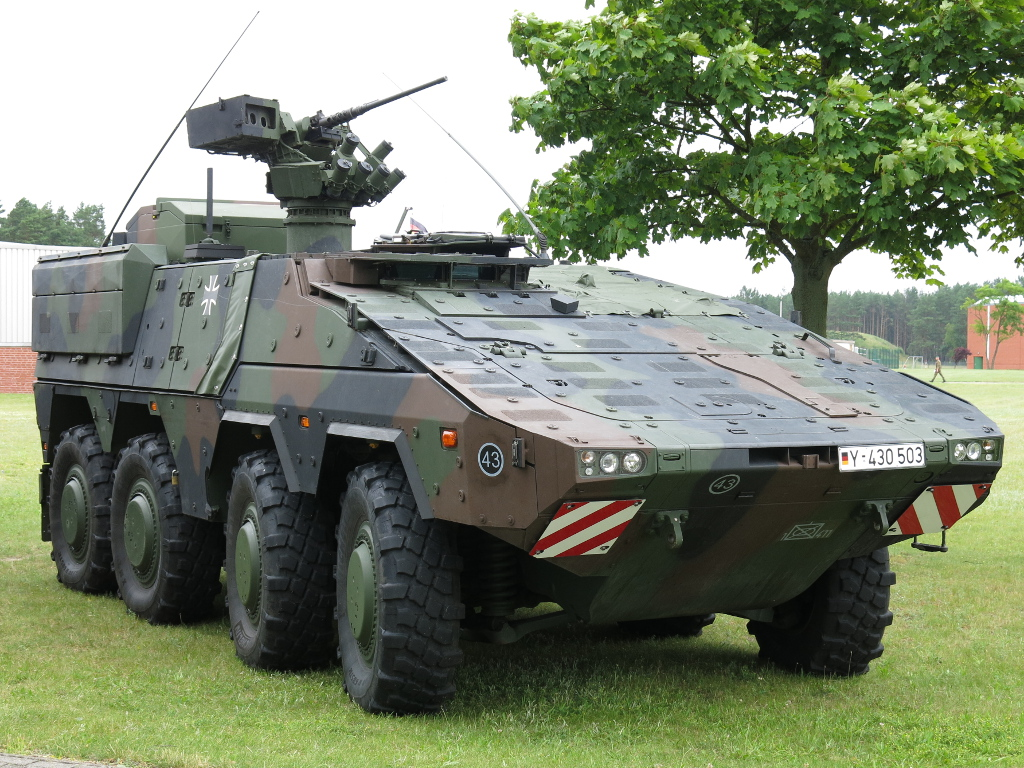
Германо-нидерландское семейство многоцелевых бронированных транспортных средств модульной системы «Boxer»